# Televisión Española
Televisión Española là hãng truyền hình công cộng quốc doanh của Tây Ban Nha. TVE thuộc Tổng công ty RTVE có trách nhiệm chung trong việc cung cấp dịch vụ công cho các đài phát thanh và truyền hình quốc gia. Người điều hành là vị Tổng Giám đốc do Quốc hội Tây Ban Nha bổ nhiệm, vị Tổng giám đốc có trách nhiệm báo cáo trước Hội đồng quản trị cũng như trước  một ủy ban quốc hội gồm tất cả các đảng theo quy định tại Luật Phát thanh và Truyền hình công cộng năm 2006.
Kinh phí hoạt động trước đây của TVE của được tài trợ kết hợp từ doanh thu quảng cáo và trợ cấp từ chính phủ Tây Ban Nha, nhưng kể từ tháng 1 năm 2010, hãng chỉ còn được hỗ trợ bởi các khoản trợ cấp.

## Kênh
- La 1
- La 2
- 24h
- Clan
- Star TVE HD
- TVE Internacional
- Teledeportes

## Logo

Biểu tượng của TVE đầu tiên được sử dụng từ ngày 28 tháng 10 năm 1956 đến ngày 14 tháng 11 năm 1966.
Biểu tượng thứ nhì của TVE được sử dụng từ 15 tháng 11 năm 1966 đến tháng 9 năm 1991.
Biểu tượng thứ ba của TVE lđược sử dụng từ tháng 9 năm 1991 đến tháng 9 năm 2008
Biểu tượng thứ tư của TVE và hiện tại được sử dụng kể từ tháng 9 năm 2008.